# Rémy Porte
Pour les articles homonymes, voir Porte.
Rémy Porte est un ancien officier d’active, né en décembre 1957. En tant qu'officier-historien, il est un spécialiste de la Première Guerre mondiale.

## Biographie

### Carrière militaire
Entré en service dans l’arme des transmissions en 1981, il choisit de servir dans la guerre électronique de l’avant et séjourne pendant plusieurs années sur la frontière interallemande.
À l’issue de son temps de commandement (1988-1991), il rejoint son école d’arme (Montargis, puis Cesson-Sévigné), où il sert comme instructeur puis chef de cabinet[réf. nécessaire].
Passé dans le corps des officiers experts en 1997 (ce corps n'ayant réellement jamais été créé), il commande de 1998 à 2001 l’École militaire du corps technique et administratif à Coëtquidan.
Affecté au Service historique de l’armée de terre (devenu Service historique de la Défense en 2005), il est successivement adjoint, puis chef de la division Études et Recherche jusqu’en 2007.
Après avoir servi comme chef de bureau Relations extérieures et internationales auprès du général délégué aux réserves de l’armée de terre entre 2007 et 2010, il est de 2010 à 2013 chef du bureau Recherche de la division Retour d’expérience au Centre de doctrine d’emploi des forces.[source insuffisante]

Depuis novembre 2015, il est officier référent 'Histoire' pour l'Armée de terre, chargé de l'animation du réseau des historiens militaires et de la mise en œuvre de la politique 'Histoire' dans son armée d'appartenance.

### Cursus académique
Titulaire d’un diplôme de sciences politiques (option Services publics) et d’un DEA de droit international (option sécurité européenne), Rémy Porte est docteur en histoire depuis 2004 et habilité à diriger des recherches depuis 2009 (IEP d'Aix). Il participe régulièrement aux travaux et séminaires (master, écoles doctorales) dans différentes universités, en particulier Université Panthéon-Sorbonne, Université Paris-Sorbonne, université de Metz (aujourd'hui université de Lorraine), IEP Aix-en-Provence, sur des sujets d’histoire militaire (thématique d’insurrection / contre-insurrection).

## Axes de recherche
Progressivement spécialisé sur les opérations outre-mer des IIIe et IVe Républiques (en particulier les thèmes de l’organisation du commandement, du renseignement et de la logistique), il dirige différents travaux (M2 et doctorats) sur ces questions (Levant, Indochine, Algérie, Suez, jusqu’aux opérations récentes).
Ces travaux l’ont conduit à développer une approche globale de la Grande Guerre et, sans méconnaître l’importance du front de France, il aborde la période 1914-1918 dans sa diversité militaire (différents fronts et différents théâtres), politique et diplomatique, économique et industrielle, sociale et culturelle. Il travaille également sur l’organisation et l’exercice du commandement (Joffre, Foch, Sarrail), sur la conduite des opérations (front oriental, théâtre balkanique, fronts turcs) et sur les conséquences du traité de Versailles.

## Publications

### Ouvrages
- La Direction des Services Automobiles des armées et la motorisation des armées françaises (1914-1918), vues à travers l’action du commandant Doumenc, Panazol, Lavauzelle, 2004, 398 pages.
- La mobilisation industrielle, ‘premier front’ de la Grande Guerre ?, préface du professeur Jean-Jacques Becker, Saint-Cloud, 14/18 Éditions, 2006, 366 pages[3],[4].
- La conquête des colonies allemandes (1914-1918). Naissance et mort d’un rêve impérial, préface du professeur Jacques Frémeaux, Saint-Cloud, 14/18 Éditions, 2006, 433 pages.
- Du Caire à Damas. Français et Anglais au Proche-Orient (1914-1919), Saint-Cloud, 14/18 Éditions, 2008, 388 pages.
- Haute-Silésie, 1920-1922. Laboratoire des ‘leçons oubliées’ de l’armée française et perceptions nationales, Paris, Riveneuve éditions, 2009, 436 pages.
- Édition annotée et commentée : Le commandement suprême de l’armée allemande et ses décisions essentielles, 1914-1916, Saint-Cloud, 14/18 Éditions, 2010, 378 pages.
- Chronologie commentée de la Première Guerre mondiale, Paris, Perrin, 2010, 645 pages. (prix général Muteau 2011 de l’Académie des sciences morales et politiques)[5].
- Les secrets de la Grande Guerre, Paris, Librairie Vuibert, 2012[6].
- Édition annotée et commentée : Mon commandement en Orient, du général Sarrail, Saint-Cloud, SOTECA 14/18 Éditions, 2012.
- '1914. Une année qui a fait basculer le monde. Essai d'histoire globale, Armand Colin, 2014.
- Joffre, Paris, Perrin, 2014, 429 pages.
- Rompre le front. Novembre 1914-mars 1918. Comment percer les lignes ennemies et retrouver une capacité de manœuvre ?, Saint-Cloud, SOTECA 14/18 Editions, 2016.
- Avec François Cochet, Histoire de l'armée française, 1914-1918, Paris, Tallandier, 2017.
- Les États-Unis dans la Grande Guerre, SOTECA 14/18 Editions, 2017.
- 1940. Vérités et légendes, Perrin, 2020.

### Direction d’ouvrages
- Destins d’exception. Les parrains de promotion de l’Ecole spéciale militaire de Saint-Cyr, Coll., Vincennes, SHAT, 2002, 139 pages.
- La France libre. L’épopée des Français Libres au combat, 1940-1945, Coll., Paris, LBM, 2004, 191 pages.
- La marque du courage (avec Alexis Neviaski), Coll., Paris, LBM, 2005, 189 pages.
- 90e anniversaire de la Croix de Guerre, Vincennes, SHD, 2006, 164 pages.
- Les relations militaires franco-grecques (avec Abdil Bicer), Vincennes, SHD, 2007, 220 pages.
- Dictionnaire de la Grande Guerre (avec François Cochet), Paris, Robert Laffont, ‘Bouquins’, 2008, 1.120 pages[7].
- Ferdinand Foch, ‘Apprenez à penser’ (avec François Cochet), Saint-Cloud, 14/18 Éditions, 2010, 483 pages.
- Direction, avec François Cochet : Dictionnaire de la guerre d’Indochine, Paris, Robert Laffont, collection « bouquins » (à paraître), 2018.

### Contributions à ouvrages collectifs et communications publiées
- Introduction générale, p. 7–21, La vie militaire dans le Haut-Tonkin, 1895-1897, Vincennes, SHAT, 2003, 182 pages.
- « La préparation de la bataille : entre divergences et convergences », p. 61–73, in Les batailles de la Marne. De l’Ourcq à Verdun (1914 et 1918), François Cochet (Dir.), Saint-Cloud, 14/18 Éditions, 2004, 325 pages.
- « Militaires français et renseignement en Grèce et sur le front d’Orient, 1915-1924. Approche historiographique des sources françaises », p. 399–408, in The Salonika Theatre of Operations and the Outcome of the Great War, Institute for Balkan Studies, Thessalonique (GR), 2005, 446 pages.
- « Introduction » et « Verdun avant Verdun », p. 15–19 et 25-36, in 1916-2006 Verdun sous le regard du monde, François Cochet (Dir.), Saint-Cloud, 14/18 Éditions, 2006, 316 pages.
- Les 300 jours de Verdun, Jean-Pierre Turbergue (Dir.), Triel-sur-Seine, Éditions Italiques, 2006, 550 pages.
- « Renseignement militaire et relations internationales : le rôle des attachés militaires et la prise de décision politico-militaire, illustrés par l’exemple des négociations franco-soviétiques de 1938-1939 », p. 365–388, in Naissance et évolution du renseignement dans l’espace européen (1870-1940), Frédéric Guelton et Abdil Bicer (Dir.), Vincennes, SHD, 2006, 426 pages.
- « Gérer la guerre. Concentration et logistique de la Grande Armée », p. 81–90, in Austerlitz : Napoléon au cœur de l’Europe, Paris, Economica, 2007, 417 pages.
- « L’intervention interalliée en Haute-Silésie, 1920-1922 », p. 75–91, in Aristide Briand et la Société des Nations, Jacques Bariéty (Dir.), Presses universitaires de Strasbourg, 2007, 542 pages.
- « La mise à l’épreuve des faits de ‘l’école Pétain’ », p. 127-148, in 1917. Des Monts de Champagne à Verdun, François Cochet (Dir.), Saint-Cloud, 14/18 Éditions, 2008, 207 pages.
- « L’apport des camarades de promotion de l’École supérieure de guerre (ESG) du colonel de Gaulle (1922-1924) à la pensée militaire française », p. 47-63, et « Des de Gaulle oubliés ? Influence relative de quelques penseurs militaires français du temps », p. 239-250, in De Gaulle et les ‘Jeunes Turcs’ dans les armées occidentales (1930-1945). Une génération de la réflexion à l’action, François Cochet (Dir.), Paris, Riveneuve éditions, 2008, 292 pages.
- « La Roumanie des traités de paix », p. 187–194, in Français et Roumains dans la Grande Guerre, Jean-Luc Messager (Dir.), Ivry-sur-Seine, ECPAD, 2008, 216 pages.
- « Zéro mort : une imposture intellectuelle », p. 60–64, in Le sacrifice du soldat, Eric Deroo, Gilles Boëtsch, Antoine Champeaux et Christian Benoit (Dir.), Paris-Ivry, CNRS éditions – ECPAD, 2009, 238 pages.
- « Lawrence d’Arabie et le colonel Brémond au Hedjaz : entre guérilla, subversion et lutte d’influence », p. 95–105, in Subversion, anti-subversion, contre-subversion, François Cochet et Olivier Dard (Dir.), Paris, Riveneuve éditions, 2009, 373 pages.
- « Les sections sanitaires étrangères sur le front de Verdun », p. 73–87, in Soigner et sauver à Verdun, Triel-sur-Seine, Éditions Italiques, 2009, 185 pages.
- « L’artillerie de l’entre-deux-guerres, ‘du crottin au pétrole’, à travers la Revue d’Artillerie, 1920-1930 », p. 31-41, in L’Artillerie, le militaire et le cheval, Gilles Aubagnac et Philippe Richardot (Dir.), Panazol, Lavauzelle, 2009, 205 pages.
- « I negoziati di Mosca dell’ agosto 1939. Divergenze e incomprensioni occidentali », p. 116-133, in Conoscere il Nemico, Paolo Ferrari et Alessandro Massignani (Dir.), Milan (I.), Franco Angeli Ed., 2010, 528 pages.
- « Haute-Silésie, mai-juin 1921. Naissance d’une armée allemande irrégulière », p. 91-110, in Les maquis de l’histoire. Guerre révolutionnaire, guerres irrégulières, Antoine Champeaux (Dir.), Panazol, Lavauzelle, 2010, 284 pages.
- « La guerre du Rif. Les prisonniers de guerre dans les conflits asymétriques », pp. , in Des prisonniers de guerre aux personnes capturées, Vincennes, SHD, 2009,
- « L’armée américaine de 1917 et le regard des officiers français », p. 51-65, in États-Unis – France : postures américaines, réceptions françaises, François Cochet (Dir.), Metz, CRULH, 2010, 274 pages.
- « Tranchées françaises et allemandes sur le front occidental », p. 19-47, Verdun, histoire et mémoire, François Cochet (Dir.), no 2, 2010.
- « Règlements d’emploi et grandes manœuvres chez les futurs belligérants de la Grande Guerre, vus par la Revue Militaire des Armées Étrangères (1911-1914), p. 91–115, Expérience combattante, 19e-21e siècles. 1 : Former les soldats au feu, François Cochet (Dir.), Paris, Riveneuve éditions, 2011, 395 pages.
- « Francja a Gorny Slask w latach, 1920-1922 », p. 19–58, in W obcym kraju… Wojska sprzymierzone na Gornym Slasku, 1920-1922Sebastian Rosenbaum (Dir.), Katowice (Pol.), Musée de Silésie, 2011, 400 pages.
- "Les leçons de commandement du capitaine Prokos", p. 121–129, in Expérience combattante, 19e-21e siècles. 2 : Obéir et commander au feu, François Cochet (Dir.), Paris, Riveneuve éditions, 2012, 413 pages.
- "The Free French in the Battle for North Africa, 1942 : Military Action and its Political Presentation", p. 93–112, in El Alamein and the Struggle for North Africa, Jill Edwards (Dir.), Presses de l'université américaine du Caire (AUIC), 2012.
- Arcanes et Tranchées, Julien Monange, préface de Rémy Porte, Editions Energeia, 2019, 148 pages.